# Do diabła z przystojniakami
Do diabła z przystojniakami (Al diablo con los guapos, 2007–2008) – meksykańska telenowela z 2007 roku. Remake argentyńskiej telenoweli Zbuntowany anioł. Serial składa się ze 175 odcinków.

## Wersja polska
W Polsce telenowela była emitowana w telewizji Zone Romantica od 24 grudnia 2009 roku. Opracowaniem wersji polskiej zajęło się Studio Company Warszawa. Autorka tekstu była Anna Wyżykowska. Lektorem serialu był Jacek Sobieszczański.

## Opis fabuły
Milagros jest sierotą kochającą grę w piłkę nożną. Przyjaciele zwracają się do niej Miligol. Miligol spotyka po raz pierwszy Alejandro Belmonte podczas meczu, w czasie którego rozdaje wodę sodową. Milagros oblewa Alejandra wodą, gdyż chłopak nazwał ją "Carlitos" z powodu jej chłopięcego stroju. Kiedy Milagros kończy osiemnaście lat jest zmuszona opuścić klasztor, w którym mieszka. Znajduje pracę w posiadłości państwa Belmonte, gdzie będzie pełnić rolę damy do towarzystwa seniorki rodu, Reginy Belmonte.
Syn Constancia Belmonte, Alejandro, zaczyna interesować się Milagros. Po wielu kłótniach i sporach pomiędzy Mili i Alejandro młodzi wyznają sobie miłość mimo tego, że dziewczyna jest biedną służącą, a Alejandro kobieciarzem.
Constancio Belmonte, syn Reginy, ożenił się z Lucianą Arango mimo tego, iż był zakochany bez pamięci w innej kobiecie, Rosario, która nosiła w łonie jego dziecko. Constancio porzucił ją, gdyż został zmuszony do ślubu z Lucianą. Nie szukał Rosario ani swojego dziecka. Z biegiem czasu dowiaduje się, iż jego zaginionym dzieckiem jest Milagros.
Po wielu wydarzeniach Alejandro i Milagros rozstają się. Mili berze ślub z Hugonem, natomiast Alejandro z Florencją, z którą ma córeczkę, Rosario. Alejandro i Florencja są bardzo nieszczęśliwi. Hugon ostatecznie daje Milagros rozwód. Florencja zostawia Alejandra z ich małą córką, odchodzi do swojego byłego męża, który ją zabija.
Mili i Alejandro wreszcie się pobierają na stadionie Estadio Azteca, na którym się poznali. Odbywa się potrójny ślub: Milagros i Alejandra, Valerii i Morgana oraz Karli i Hugona. Dziesięć lat później umiera Luciana, dwanaście lat później - Socorro, a pięć lat później - Constancio. Alejandro i Milagros umierają na plaży przysięgając sobie, że zawsze będą razem.

## Obsada
- Allison Lozz jako Milagros "Mili / Miligol"
- Eugenio Siller jako Alejandro Miranda Arango
- César Évora jako Constancio Belmonte Lascurain
- Laura Flores jako Luciana Arango de Belmonte
- Altair Jarabo jako Valeria Belmonte Arango de Juarez
- Alicia Rodriguez jako Regina Lascurain
- Andres Zuno jako Hugo Arango
- Marco Muñoz jako Damian Arango
- Miguel Pizarro jako Braulio
- Margarita Magaña jako Karla Rodriguez de Arango
- Leticia Perdigon jako Socorro / Amparo Rodriguez
- Jose Luis Cordero jako Horacio
- Michelle Ramaglia jako Lina
- Rafael Leon de los Cobos jako Roberto
- Ricardo Margaleff jako Ricardo "Rocky"
- Tania Vazquez jako Andrea
- Georgina Salgado jako Gloria
- Carlos Cobos jako Padre Manuel
- Sheyla jako Sor Cachete
- Gustavo Rojo jako Lic. Ernesto Robledo
- Dacia Gonzalez jako Mother Superior
- Roberto Vander jako Nestor Miranda
- Ramon Valdez jako Chamuco
- Ariadne Diaz jako Florencia Echevarria
- Aitor Iturrioz jako Mateo Robledo
- Manuela Ímaz jako Marisela Echevarria
- Michelle Vieth jako Pilar
- Fabian Robles jako Rigoberto
- Maribel Guardia jako Rosario Ramos / Rosella Dillano
- Roberto Blandon jako Domingo Echevarria
- Arsenio Campos jako Peralta
- Derrick James jako Ramses #1
- Daniel Ducoing jako Ramses #2
- Ricardo Fastlicht jako Paolo
- Abraham Ramos jako Sergio Cruz
- Aldo Gallardo jako Fernando
- Jessica Segura jako Kimberly
- Gloria Sierra jako Nefertiti
- Natalia Del Mar jako Erika
- Eduardo Antonio jako Silvestre
- Oscar Traven jako Gustavo Villalobos
- Rossana San Juan jako Roxana
- Luz Maria Jerez jako Milena de Cervantes
- Alfonso Iturralde jako Eugenio Cervantes
- Joustein Roustand jako Gamuza